# Sci-Fi Crimes
Sci-Fi Crimes es el quinto álbum de estudio de banda de rock de  Grayslake Chevelle, seguido de su predecesor, Vena Sera en 2007. Fue lanzado el 31 de agosto de 2009 a través Epic Records.

## Antecedentes
El álbum fue grabado en  Nashville, Georgia en el 2009 con el productor Brian Virtue. El 9 de abril de 2009, Chevelle estrenó dos canciones nuevas, "Letter from a Thief" y "Sleep Apnea" en un concierto en Atlanta, Georgia. El vocalista Pete Loeffler declaró que los temas fueron "sencillos posibles" del álbum. "Jars" fue el primer sencillo del álbum y comenzó Airplay radio en 23 de junio. La lista de canciones y obra se reveló el 21 de julio de 2009, además de una pre-orden que es puesta a disposición que incluía la posibilidad de descargar tres canciones: "Jars", "This Circus", y "The Clincher (Versión 103)"  (una versión alternativa de la pista de  This Type of Thinking (Could Do Us In)). La portada del álbum es una cuadro al óleo realizados por el bajista Dean Bernardini con un lienzo de 24x48. "Letter From a Thief" fue el segundo sencillo del álbum y comenzó Airplay radio el 7 de diciembre de 2009. "Shameful Metaphors" es el tercer sencillo del álbum y comenzó Airplay radio el 12 de julio de 2010. Un espectáculo en directo de vídeo de música para "Shameful Metaphors" estrenado el 16 de septiembre de 2010.

## Grabación
A diferencia de los álbumes anteriores, Sci-Fi Crimes fue grabado en vivo en el estudio como banda, sin el uso de muestras "Queríamos hacer un disco que fue más fiel a lo que nuestro sonido vivo es como," explica Sam Loeffler. "Quisimos ir al estudio y reproducir las pistas y simplemente grabar y no hacer un disco perfecto han sido mi forma de pensar a muchos de nuestros discos de el pasado realizado. Queríamos competir en el mismo nivel al no ajuste el voz y no de ajuste cada acorde sola y no muestras añadiendo así cada coincidencia atrapar sola es exactamente el mismo Simplemente entró y registró No es un disco musicalmente perfecta;.. es más como que se obtiene si usted entra en un estudio y el juego justo. Y tengo curiosidad por ver si la gente nota la diferencia. "

## Lista de canciones
Todas las letras escritas por Pete Loeffler.
| Sci-Fi Crimes |                         |          |  |
| N.º           | Título                  | Duración |  |
| 1.            | «Sleep Apnea»           | 3:52     |  |
| 2.            | «Mexican Sun»           | 4:16     |  |
| 3.            | «Shameful Metaphors»    | 4:22     |  |
| 4.            | «Jars»                  | 3:20     |  |
| 5.            | «Fell into Your Shoes»  | 5:07     |  |
| 6.            | «Letter from a Thief»   | 3:27     |  |
| 7.            | «Highland's Apparition» | 4:08     |  |
| 8.            | «Roswell's Spell»       | 4:38     |  |
| 9.            | «Interlewd»             | 1:21     |  |
| 10.           | «A New Momentum»        | 4:25     |  |
| 11.           | «This Circus»           | 4:32     |  |
| 43:29         |                         |          |  |

| iTunes bonus tracks |                          |          |  |
| N.º                 | Título                   | Duración |  |
| 12.                 | «Sleep Apnea» (Acoustic) | 2:22     |  |

| Hot Topic/ShockHound bonus tracks |                           |          |  |
| N.º                               | Título                    | Duración |  |
| 13.                               | «The Gist» (Instrumental) | 1:44     |  |
| 14.                               | «Leto's Headache»         | 4:21     |  |

## Créditos
- Pete Loeffler - Voz, guitarra
- Sam Loeffler - batería
- Dean Bernardini - Bajo
- Brian Virtue - Productor, ingeniero, mezcla
- Chevelle - Coproductor
- Dean Bernardini - Portada
- Kyle Mann -Asistente de ingeniero
- John Netti - Asistente de ingeniero
- Ted Jensen - Mastering

## Listas y ventas
Fue lanzado el 31 de agosto de 2009 debutando en el # 6 de los Estados Unidos con ventas de alrededor de 46 000, la mayor entrada en la tabla hasta la fecha para la banda. A partir de diciembre de 2009, que vendió más de 100 000 copias, según Nielsen Soundscan.
| Año  | Listas                           | Posición |
| ---- | -------------------------------- | -------- |
| 2009 | The Billboard 200                | 6        |
| 2009 | Los mejores álbumes de Rock      | 3        |
| 2009 | Top álbumes de Internet          | 3        |
| 2009 | Los mejores álbumes alternativos | 1        |
| 2009 | Los mejores álbumes de hard rock | 1        |
| 2010 | Tastemaker Albums                | 8        |

## Sencillos
| Año  | Canción             | Listas                                   | Posiciones |
| ---- | ------------------- | ---------------------------------------- | ---------- |
| 2009 | Jars                | Billboard Bubbling Under Hot 100 Singles | 10         |
| 2009 | Jars                | Billboard Hot Mainstream Rock Tracks     | 3          |
| 2009 | Jars                | Billboard Alternative Songs              | 5          |
| 2009 | Jars                | Billboard Rock Songs                     | 2          |
| 2009 | Letter from a Thief | Billboard Hot Mainstream Rock Tracks     | 3          |
| 2009 | Letter from a Thief | Billboard Alternative Songs              | 5          |
| 2009 | Letter from a Thief | Billboard Rock Songs                     | 4          |
| 2010 | Shameful Metaphors  | Billboard Hot Mainstream Rock Tracks     | 28         |
| 2010 | Shameful Metaphors  | Billboard Alternative Songs              | 22         |
| 2010 | Shameful Metaphors  | Billboard Rock Songs                     | 25         |